# اسکاتلند تاریخی
اسکاتلند تاریخی 

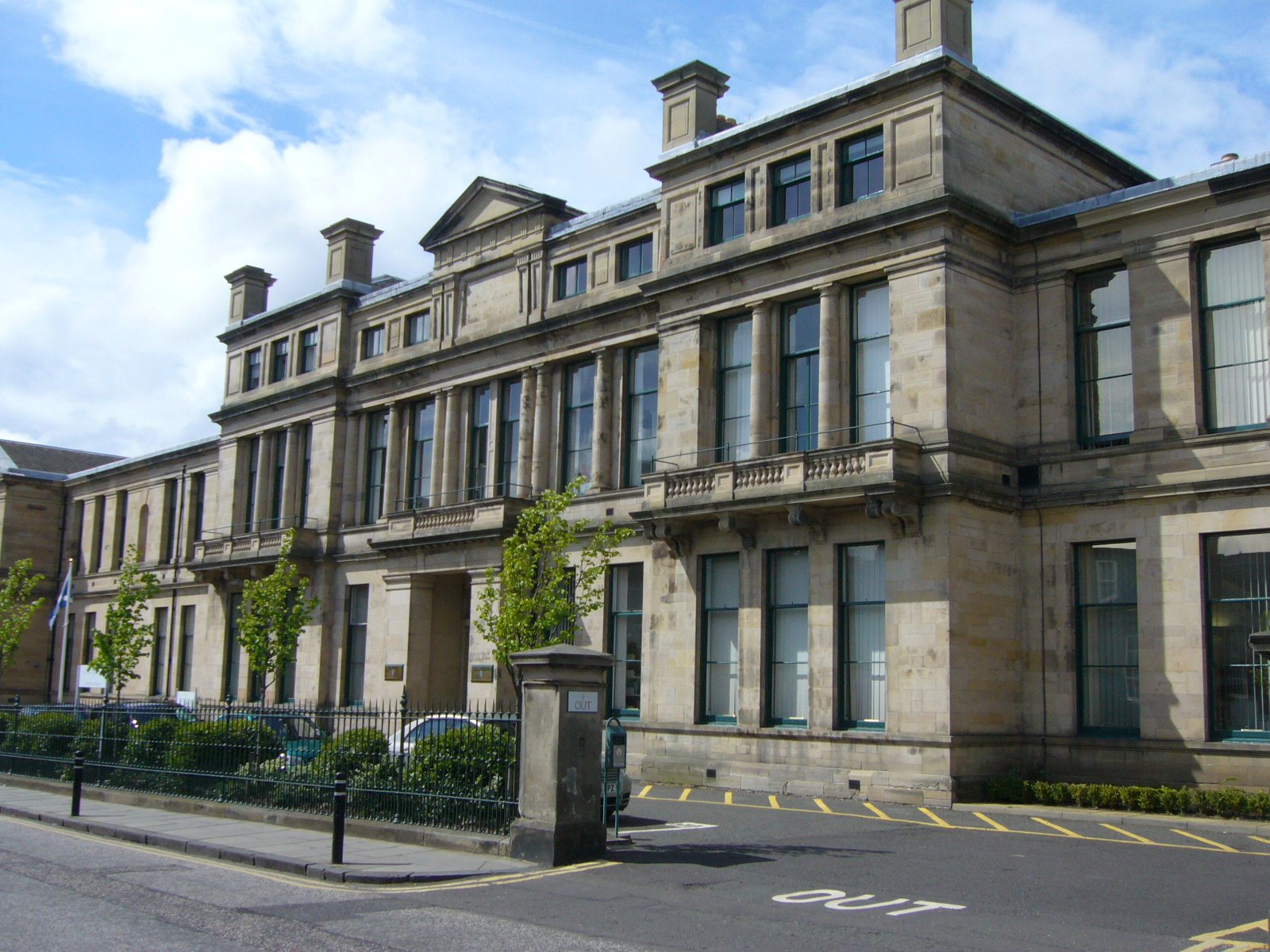
ادارهٔ مرکزی در ادینبورو اسکاتلند تاریخی پیشین، و محیط زیست تاریخی اسکاتلند کنونی. این بنا خود یک بنای فهرست شده (B) است

(به گیلیک اسکاتلندی: Alba Aosmhor)، یک آژانس اجرایی دولت اسکاتلند از ۱۹۹۱ تا ۲۰۱۵ بود، که مسئول اداره و نگهداری از میراث ساختمانی (بنا شده) اسکاتلند، و ترویج درک و مفهوم لذت بردن آن میراث بود. بنا بر مفاد یک لایحهٔ مصوب پارلمان اسکاتلند که در تاریخ ۳ مارس ۲۰۱۴ منتشر شد، سازمان دولتی اسکاتلند تاریخی منحل شد و مسئولیت‌های اجرایی آن در تاریخ ۱ اکتبر ۲۰۱۵ به نهاد محیط زیست تاریخی اسکاتلند (HES اچ‌ای‌اس) منتقل شد. برابر همان لایحه؛ (HES اچ‌ای‌اس) همچنین عهده‌دار انجام مسئولیت‌های اجرایی دیگر نهاد منحل شدهٔ (RCAHMS آرسی‌آاچ‌ام‌اس) «کمیسیون سلطنتی امور باستانی و آثار تاریخی اسکاتلند» گردید.